# Biagio Cepollaro
Biagio Cepollaro (Napoli, 4 giugno 1959) è un poeta italiano.
È stato fondatore insieme a Mariano Baino e a Lello Voce della rivista Baldus (1990-1996) dedicata alla sperimentazione letteraria. Teorico del 'postmoderno critico', è stato tra i promotori del Gruppo 93, considerato un gruppo di avanguardia letteraria. Dal 2004 ha avviato, sul suo sito ufficiale, le edizioni on line di Poesia italiana E-book che comprendono ristampe di opere poetiche e narrative stampate tra gli anni '70 e '90 e la pubblicazione di inediti di poeti più giovani, nonché una rivista di poesia, Poesia da fare, e una rivista di critica, Per una Critica futura. Attualmente collabora alla redazione della storica rivista il Verri.

## Opere
- Le parole di Eliodora, 1984
- La trilogia ‘De requie et Natura’: Scribeide, 1993, Luna persciente, 1993, Fabrica, 2002.
- Versi Nuovi, 2004
- Lavoro da fare, 2006, 2017
- Le Qualità, 2012.
- La curva del giorno,2014
- Al centro dell'inverno, 2018
- La notte dei botti, romanzo scritto tra il 1993 e il 1997 ma pubblicato nel 2018

## Poetica
La poetica di Biagio Cepollaro affonda le radici nelle esperienze post-avanguardistiche degli anni Ottanta. Già le prime raccolte, improntate al materialismo e all’espressionismo, risentono dei contatti dell’autore con le più ardite sperimentazioni visive, sonore e verbali. Assieme ai sodali della rivista Baldus, Cepollaro si immerge appieno nell’esperienza del Gruppo 93, apportando il proprio contributo tecnico e critico, che può riassumersi nei concetti di postmoderno critico, montaggio, citazionismo e pastiche idiolettico. La lingua della trilogia De requie et natura – conclusasi verso la metà degli anni Novanta − subisce una profonda torsione tesa a rivendicare il potere critico della parola nel magma dell’appiattimento di marca postmodernista. Ma a partire da Versi nuovi − scritti sul finire del '900 − e ad arrivare alla recente trilogia del Poema delle qualità, l’autore napoletano riduce il tasso di figuralità dei suoi versi e insegue un grado zero finalizzato a reclamare la priorità di un’esistenza immediata, terrena e immanente, che risente del pensiero buddista, forse ultimo baluardo alla massificazione dei consumi e dell’ideologia capitalistica. (Angelo Petrella)
```
Biagio Cepollaro’s poetry is rooted in the post-avantgarde experiences of the Eighties. The first poetical works, imbued with materialism and expressionism, are affected by contacts with the most daring visual, sound and verbal experiments. Along with the members of the 
Baldus
 review, Cepollaro is actively involved in the experience of Gruppo 93 with his own technical and critical contribution, which can be summarized in idiolectic pastiche, textual quotes and assembly. The language of the 
De requie et natura
 trilogy − concluded in the mid-Nineties
 
– is deeply warped to claim the critical power of the poetical word in the magma of the postmodernist flattening. But from 
Versi nuovi
 − written at the end of the last century
 
– till the recent trilogy 
Poema delle qualità
, the neapolitan author reduces the rate of figurality of his poetry and pursues a zero degree to claim the priority of immediate existence, earthly and immanent, which is affected by Buddhist thought, perhaps the last shelter to massive consumption and capitalist ideology.
```